# Maigret regt sich auf
Maigret regt sich auf (französisch: Maigret se fâche) ist ein Kriminalroman des belgischen Schriftstellers Georges Simenon. Er ist der 26. Roman einer Reihe von insgesamt 75 Romanen und 28 Erzählungen um den Kriminalkommissar Maigret. Simenon schrieb den Roman im Frühjahr/Sommer 1945 und schloss ihn am 4. August des Jahres in Saint-Fargeau-Ponthierry ab. Vom 19. März bis 9. Mai 1946 wurde der Roman in der Tageszeitung Paris-Soir vorabveröffentlicht. Die Buchausgabe folgte im Jahr 1947 gemeinsam mit der Erzählung La pipe de Maigret im Verlag Presses de la Cité. Die erste deutsche Übersetzung von Wolfram Schäfer erschien 1981 beim Diogenes Verlag.
Maigret ist seit fast zwei Jahren im Ruhestand, als ihn eine resolute alte Dame für private Ermittlungen engagiert. Den kürzlichen Tod ihrer Enkelin hält sie weder für einen Unglücksfall, noch für Suizid. Als Maigret in die kleine Ortschaft reist, in der die reiche Familie residiert, erweist sich deren Oberhaupt als ehemaliger Schulkamerad, der Maigret heute noch so unsympathisch ist wie damals. Auf dem Familienclan scheinen dunkle Geheimnisse zu lasten, und Maigret, dem man von allen Seiten deutlich zu verstehen gibt, dass seine Anwesenheit unerwünscht ist, regt sich auf, dass er den Auftrag überhaupt angenommen hat.

## Inhalt

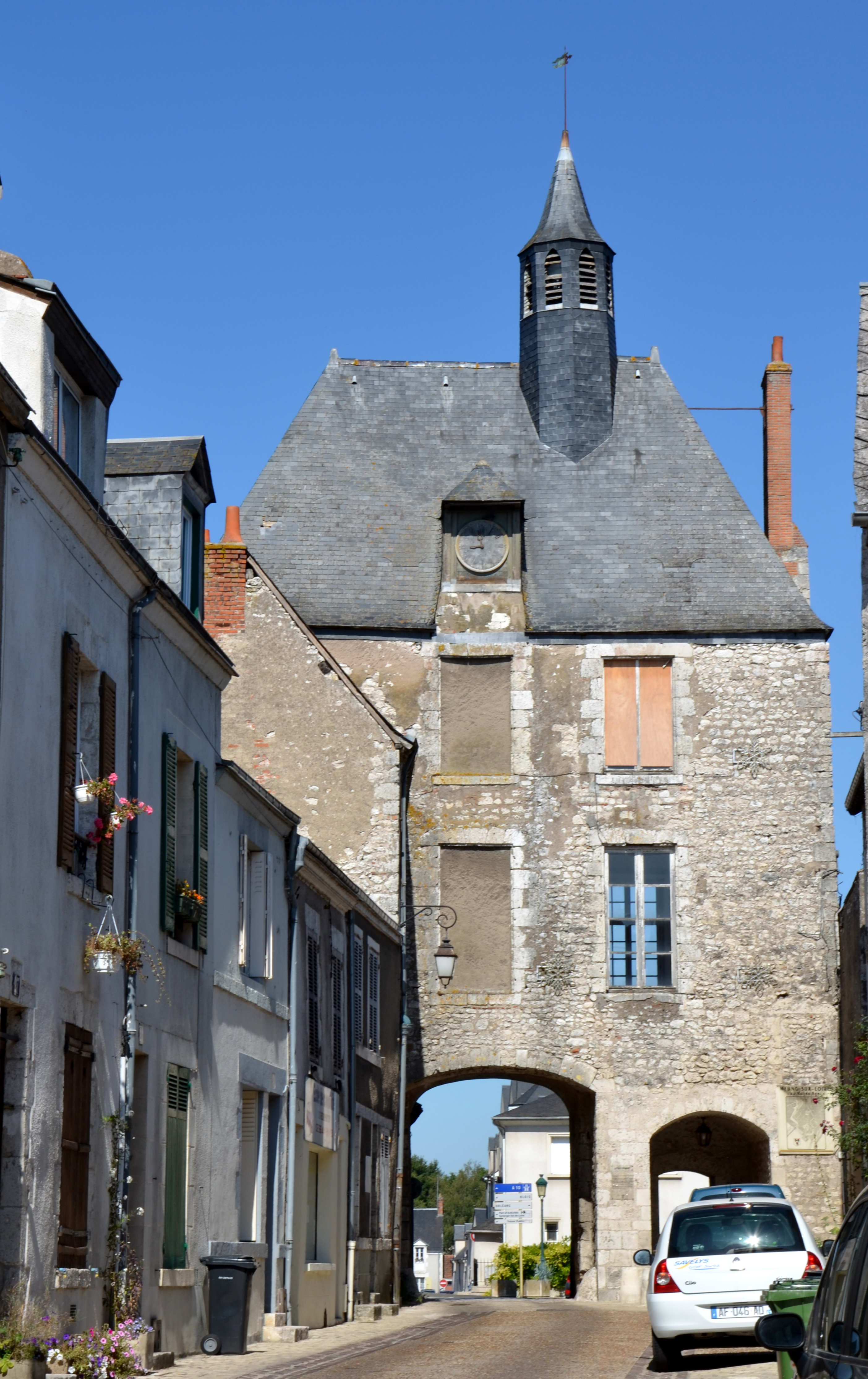
Die Porte d’Amont in Meung-sur-Loire

Es ist ein heißer August in Meung-sur-Loire. Der ehemalige Kommissar Maigret genießt seit knapp zwei Jahren seinen Ruhestand und widmet sich mit Hingabe seinem Garten, bis ihn die 82-jährige Bernadette Amorelle aufsucht, die Maigret als Gärtner und Madame Maigret als Dienstmädchen behandelt. Der energischen alten Dame gelingt, was seit Maigrets Pensionierung niemand geschafft hat: den Ex-Kommissar für einen Kriminalfall zu engagieren. Ihre 17-jährige Enkelin Monita ist ertrunken, und die Großmutter mag weder an einen Unfall noch an einen Suizid der geübten Schwimmerin glauben.
Maigret reist in die kleine Ortschaft Orsenne an der Seine, den Sitz des Großunternehmens Amorelle und Campois, das einst von Bernadettes verstorbenem Ehemann und dem alten Campois mit einer Kiesgrube gegründet wurde, aber inzwischen in zahlreichen Geschäftszweigen investiert ist und weite Bereiche der Binnenschifffahrt beherrscht. Das Unternehmen wird heute von den Brüdern Malik geleitet, Ernest und Charles, die die beiden Töchter Amorelles geheiratet haben. Maigret erkennt in Ernest Malik einen ehemaligen Klassenkameraden aus dem Gymnasium in Moulins wieder, den damals alle nach dem Beruf seines Vaters den „Steuereinnehmer“ nannten. Schon der Junge war Maigret nie sympathisch gewesen, und das hat sich in all den Jahren bloß noch verstärkt. 
Vom protzenden Emporkömmling Malik herablassend behandelt, von den anderen Familienmitgliedern beargwöhnt, selbst seiner Wirtin Jeanne offenkundig lästig, bereut Maigret bereits, dass er sich überhaupt zu den Ermittlungen hat breitschlagen lassen. Erst das einfache Hausmädchen Raymonde aus seiner Pension holt den ehemaligen Kommissar nach seinem Einblick in den ebenso reichen und mächtigen wie abstoßenden Familienclan der Amorelles wieder auf den Boden der Tatsachen zurück. Und als nacheinander auf Maigret geschossen wird und Ernest erst Geld bietet, dann Drohungen ausstößt, damit der Ex-Kommissar seine Ermittlungen einstellt, wird Maigrets Ehrgeiz erst richtig angestachelt.
Der Kommissar außer Dienst bittet seine alten Kollegen am Quai des Orfèvres, Lucas, Janvier und Torrence, um Hilfe. Und er treibt den Zirkusartisten Mimile auf, mit dessen Hilfe er Ernests 16-jährigen Sohn Georges-Henry aus einem Verlies befreit, in das der Vater den Jungen seit der Ankunft Maigrets gesperrt hat, weil er offensichtlich etwas von den Familiengeheimnissen ahnt, die über dem Clan der Amorelles lasten. Der Junge, der in seine Cousine Monita, die Tochter Charles Maliks, verliebt war, bleibt auch in der Obhut Madame Maigrets verstockt und will nicht reden, doch der ehemalige Kommissar lüftet nach und nach die Geheimnisse.
Bevor der ehrgeizige Ernest Malik in die Familie und damit das Unternehmen der Amorelles einheiraten konnte, entledigte er sich seines Nebenbuhlers, des jungen Roger Campois, indem er diesen zum Glücksspiel verführte und in Schulden trieb, aus denen Roger keinen anderen Ausweg mehr sah, als sich umzubringen. Anschließend heiratete Malik die ältere Tochter Laurence, liebte aber die jüngere Aimée, für die er eine Ehe mit seinem Bruder Charles arrangierte. Monita, vorgeblich Charles Tochter, war in Wahrheit ebenfalls Ernests Kind, und als das sensible Mädchen von ihrem wahren Vater, dessen Machenschaften und der Geschwisterbande zum geliebten Georges-Henry erfuhr, verübte auch sie Suizid. Trotz aller Schuld, die Maigrets Schulkamerad seines Emporkommens willens auf sich geladen hat, ist ihm keine justiziable Straftat anzulasten, und der „Steuereinnehmer“ ist im Gegensatz zu seinen Opfern nicht der Mensch, der sich selbst richten würde. Da nimmt die alte Bernadette Amorelle das Schicksal in die Hand und erschießt ihren Schwiegersohn Ernest. Als sie die Tat Maigret gesteht, wirkt sie beinahe fröhlich, endlich mit dem „Schmutz“ in ihrer Familie aufgeräumt zu haben.

## Entstehung und Hintergrund

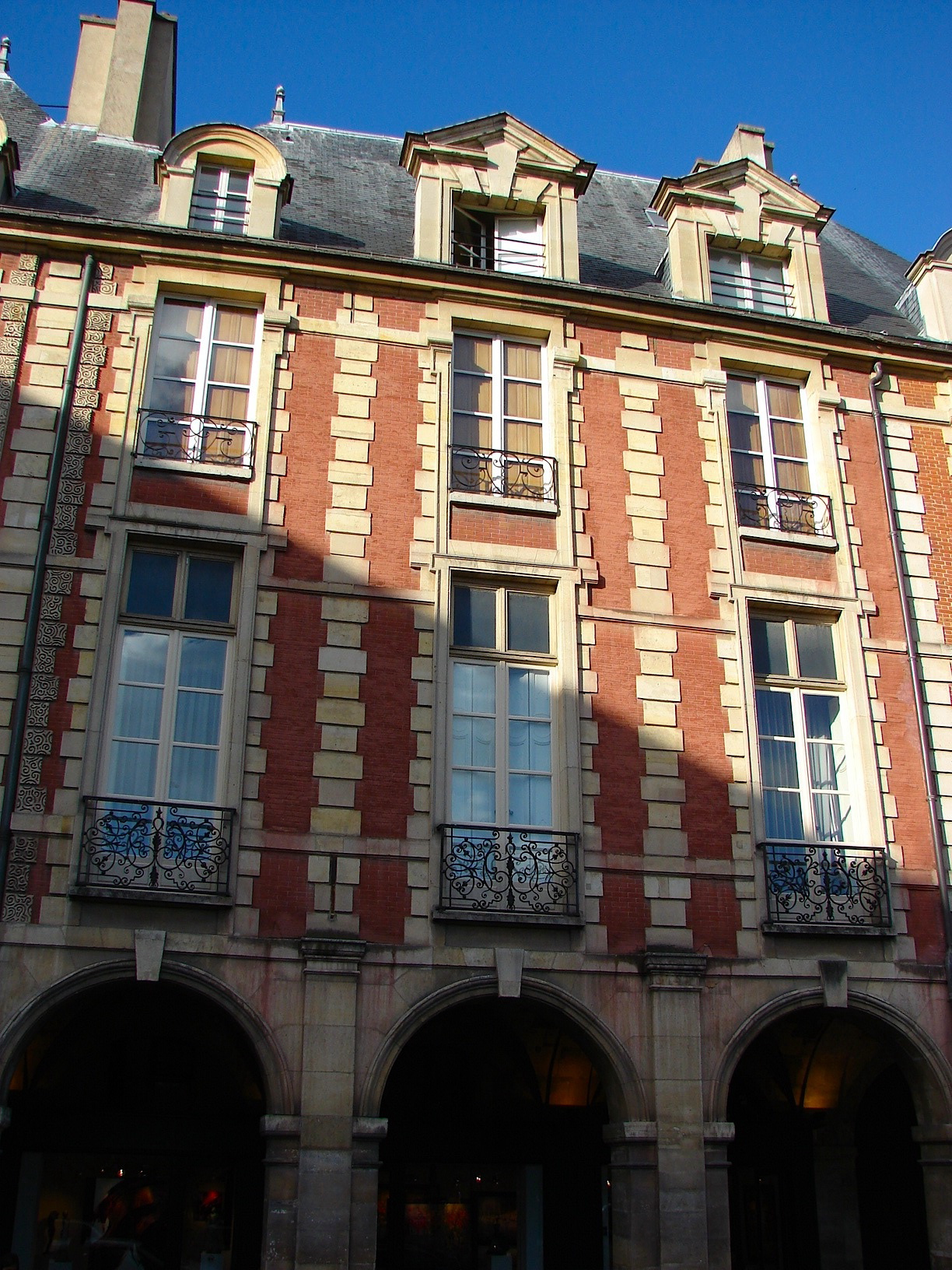
21, Place des Vosges: Simenons und Maigrets Wohnhaus

Nach dem Ende des Zweiten Weltkriegs und der Befreiung Frankreichs kehrte Simenon aus dem Westen Frankreichs, in dem die Familie während des Vichy-Regimes gelebt hatte, wieder zurück nach Paris, von wo aus er seine Ausreise nach Amerika betrieb und in der Wartezeit mehrere Romane schrieb. Maigret se fâche war der erste Maigret-Roman, der nach Kriegsende entstand, nachdem Simenon zuvor bereits die Erzählung La pipe de Maigret verfasst hatte. Laut Stanley G. Eskin gab der Verleger Pierre Lazareff den Anstoß zum Roman, der im Folgejahr auch in dessen Tageszeitung Paris-Soir erstmals abgedruckt wurde. In der Buchausgabe wurde er mit der gleichzeitig entstandenen Erzählung unter dem Titel La pipe de Maigret zusammengefasst, was laut Peter Foord in der Folge für Irritationen sorgte, ob der relativ kurze Roman nicht eher als Erzählung einzuordnen sei. La pipe de Maigret war die erste Maigret-Ausgabe nach Simenons Wechsel von der Éditions Gallimard zum Verlag Presses de la Cité. In deutscher Übersetzung ist Maigret regt sich auf neben Maigret im Haus des Richters der einzige Roman, der nicht in der Maigret-Ausgabe von Kiepenheuer & Witsch erschien, und erst in den 1980er Jahren vom Diogenes Verlag veröffentlicht wurde.
Die Ortschaft Orsenne des Romans ist ein fiktiver Ort, wobei die Simenon-Forscher Michel Lemoine und Claude Menguy entschlüsselten, dass Simenon vermutlich die reale Seinestadt Le Coudray-Montceaux als Vorbild nahm. Auch in anderen Örtlichkeiten orientierte sich Simenon an seiner damaligen Lebenswirklichkeit, so dass er etwa Maigret statt der gewohnten Adresse am Pariser Boulevard Richard-Lenoir eine Stadtwohnung am Place des Vosges zuwies, die er selbst zu dieser Zeit bewohnte. Peter Foord verweist darauf, dass das Ende des Romans mit seinen hektischen Ortswechseln zwischen Paris und Orsenne Simenons tatsächlicher Situation während seines Bemühens um die Ausreise entsprach. Das Paris-Bild des Romans ist laut Fenton Bresler noch ein Bild des Vorkriegs-Paris, das in seiner Friedlichkeit der 1930er Jahre „im Formaldehyd von Simenons Phantasie konserviert“ blieb. Simenon beschrieb selbst: „Als ich nach dem Krieg zurückkehrte […] fand ich ein Paris, das besiegt worden war, das jedoch behauptete – oder zumindest wollte de Gaulle uns das glauben machen –, daß es den Krieg gewonnen habe. Es war traurig, und ich haßte den Gedanken. Mein Paris existierte nicht mehr!“

## Rezeption
Vom Doppelband La pipe de Maigret, der ersten Maigret-Ausgabe des Verlags Presses de la Cité, die neben Maigret regt sich auf auch die Erzählung Maigrets Pfeife enthielt, wurden allein in französischer Sprache über 500.000 Exemplare verkauft, wobei Fenton Bresler urteilte, dass Simenon während des Zweiten Weltkriegs „von seiner Erzählkunst nichts verlernt hatte“. Stanley G. Eskin machte in Maigret regt sich auf hingegen einige ungewöhnliche Einflüsse von Dickens bis zum Schauerroman aus. Ulrich Schulz-Buschhaus sah in der Konfrontation von „großbürgerlichem Luxus“ des Jugendfreunds Malik und dem „kleinbürgerlichen Sozialstatus“ Maigrets „eine europäisch gedämpfte Variante der Konfrontation zwischen Marlowe und dem Gangster Menendez in The Long Good-Bye“ des amerikanischen Kriminalschriftstellers Raymond Chandler.
Leo Schneiderman beschrieb „den gierigen, machthungrigen Schurken“ Ernest Malik als eine Ausnahme im Werk Simenons, deren Bösewichte sonst selten durch Hybris gekennzeichnet seien. Für Bernard Alevoine ist es typisch für Simenon, wie im Roman ein 20 Jahre zurückliegendes Ereignis der Auslöser des Todes der jungen Monita wird. Der Tod sei in Simenons Romanen der Höhepunkt einer Krise, aber nicht ihr auslösender Faktor, und auch bei der Ermittlung stehe weniger die Aufklärung des Mordes im Mittelpunkt als die Aufdeckung der Einflüsse auf das Leben der Figuren.
Auch Tilman Spreckelsen fragte: „Wen interessiert schon der Täter?“ Er las vor allem „ein Buch über eine gierige Generation und ihre besseren Eltern und Kinder“, die den „Schulterschluß über die mittlere Generation hinweg“ suchten. Dazu kommentierte er: „Maigret, so scheint es, ist keineswegs der einzige, der dabei zornig wird – sein Autor ist es schon lange.“ Ganz anders las den Roman Oliver Hahn, der „weit und breit keine Spur“ einer Verärgerung des Kommissars entdeckte. Stattdessen erinnerte er „einige denkwürdige Situationen, die den Roman nicht nur sehr spannend machen, sondern in denen Simenon auch seine komischen Talente ausspielt.“ Und er zog das Fazit: „Es gibt wenige Erzählungen, die witziger und unterhaltsamer geschrieben sind“.
Die Romanvorlage wurde zweimal im Rahmen von TV-Serien verfilmt: im Jahr 1962 mit Rupert Davies in Maigret unter dem Titel The Dirty House, zehn Jahre später mit Jean Richard in Les Enquêtes du commissaire Maigret als Maigret se fâche.

## Ausgaben
- Georges Simenon: Maigret se fâche. In: La pipe de Maigret. Presses de la Cité, Paris 1947 (Erstausgabe).
- Georges Simenon: Maigret regt sich auf. Übersetzung: Wolfram Schäfer. Diogenes, Zürich 1981, ISBN 3-257-20820-0.
- Georges Simenon: Maigret regt sich auf. Sämtliche Maigret-Romane in 75 Bänden, Band 26. Übersetzung: Wolfram Schäfer. Diogenes, Zürich 2008, ISBN 978-3-257-23826-6.